# Chromatomyia scolopendri
Chromatomyia scolopendri är en tvåvingeart som först beskrevs av André Jean Baptiste Robineau-Desvoidy 1851.
Chromatomyia scolopendri ingår i släktet Chromatomyia och familjen minerarflugor. Arten har ej påträffats i Sverige.